# ワベ語
ワベ語 (ワベご、Huave, Wabeとも綴る) は、メキシコのオアハカ州太平洋岸の先住民ワベ族が話す孤立した言語である。州南東部のテワンテペク地峡にある4つの村で、約18,000人 (下記の表を参照) がこの言語を話している。サン・マテオ・デル・マルのワベ族の人々は、自分たちをIkoots「私たち」と呼び、彼らの言語をombeayiiüts「私たちの言語」と呼んでいる。サン・フランシスコ・デル・マルでは、対応する用語はKunajts (「私たち」) とumbeyajts (「私たちの言語」) である。17世紀のスペインの歴史家ブルゴアによると、"Huave"という言葉は、「湿気の中で腐る人々」を意味するサポテク語に由来すると考えられている。しかし、Martínez Gracida (1888) は、地峡サポテク語における「多くの人々」という用語の意味を主張し、huaを「豊富な」と解釈し、beをbinni (「人」) の短縮形であるとしている。この用語の語源についてはさらに研究が必要である。地峡サポテク語の話者は、上記の語源のいずれももっともらしいとは判断していない。 
ワベ語といくつかの語族との系統的関係は提案されているが、実証されたものはなく、ワベ語は引き続き孤立言語と見なされている（Campbell 1997 pg.161）。Paul Radinはワベ語とマヤ語族およびミヘ・ソケ語族の関係を提案し、モリス・スワデシュはオト・マンゲ語族との繋がりを提案した。これはRensch（1976）によってさらに調査されたが、提案すべてが決定的ではなかった。 

## 現在の使用状況
ワベ語は、4つの村のうち少なくとも1つの村で、社会生活のほとんどの分野でまだ使われているが、絶滅の危機に瀕した言語である。近年、様々な国の大学が、ワベ語コミュニティにおいてフィールドワークや再生プロジェクトを実施している。 
2011年現在、10代の若者がワベ語でテキストメッセージに取り組んでおり、両親が何を話しているのか分からずにコミュニケーションをとれるようになったと報告されている。（メキシコのキカプーの口笛言語は、ほぼ同じ理由で1915年頃に開発された。）また、2011年現在、サン・マテオ・デル・マルにあるラジオ局のRadio Ikootsがワベ語で放送されていた。 

## 音韻
サン・マテオ・デル・マルのワベ語は部分的に声調があり、最後から2番目の音節でのみ高音と低音を区別する。 ワベ語は、声門破裂音の音素を持たない2つのメソアメリカの言語のうちの1つである（もう1つはプレペチャ語）。 
Campbell (1997) で発表された既存の4つのワベ語の変種の共通の祖先として再構された音素目録は、次のとおりである。 
- 子音： [p, t, ts, k, kʷ, ᵐb, ⁿd, ᵑɡ, ɡʷ, s, l, r, w, h] （および周辺音素として[ɾ, j, ð]）
- 母音： [i, e, a, ɨ, o, u] （および、種類に応じて、母音の長さ、低音と高音、有気）。

これらの音素は、サン・フランシスコ・デル・マルのワベ語の音韻に由来している。サン・ディオニシオ・デル・マル方言には、サン・マテオの /e/と同源の母音音素/y/が追加されている。 
母音：/i, e, u, o, ɑ/。 すべての母音には有気音の形式がある。  
|          |          | 両唇 | 歯茎 | 硬口蓋 | 軟口蓋 | 軟口蓋 | 声門 |
|          | 唇音化   | 両唇 | 歯茎 | 硬口蓋 |        |        | 声門 |
| -------- | -------- | ---- | ---- | ------ | ------ | ------ | ---- |
| 破裂音   | 無声     | p    | t    |        | k      | kʷ     |      |
| 破裂音   | 前鼻音化 | ᵐb   | ⁿd   |        | ᵑɡ     | ᵑɡʷ    |      |
| 破擦音   | 無声     |      | t͡s   |        |        |        |      |
| 破擦音   | 前鼻音化 |      | ⁿt͡s  |        |        |        |      |
| 摩擦音   | 摩擦音   |      | s    |        |        |        | h    |
| 鼻音     | 鼻音     | m    | n    |        |        |        |      |
| 接近音   | 接近音   |      | l    | j      |        |        |      |
| ふるえ音 | ふるえ音 |      | r    |        |        |        |      |
| はじき音 | はじき音 |      | ɾ    |        |        |        |      |

## 基本的な文法
Huaveは、形態的および統辞的に能格があり、一貫して主要部を標示するという点でマヤ語族に似ている。ただし、マヤ語族ほど形態的に複雑ではなく、通常、各単語にはわずかな接尾辞しか付かない。動詞には、義務的なカテゴリである絶対格、人称や現在、過去、未来の時制に加えて、他動詞主語、不定主語、 再帰のカテゴリがある。 
ワベ語における複雑な文は、しばしば適切な人称のために各々が屈折した複数の動詞を並置する。ワベ語の興味深い特徴は、「与える」を意味する動詞が使役的意味を生み出すために使われ、一方、「来る」を意味する動詞が目的節 (すなわち、日本語で「のために」を意味する) を生み出すために使われることである。より一般的な小辞によって導入された他の目的節では、動詞が特別な従属のモードのために屈折する。 
動詞の形態と同様に、ワベ語における語順は完全に能格的パターンに従う。基本的な語順は能格　動詞　絶対格として非常に簡単に表現できる。これは、他動詞句では語順がAVOであるのに対し、自動詞句では語順が動詞-主語 (VS) であることを意味する。形容詞と指示語はそれらが修飾する名詞の前か後に置くことができ、数詞はそれらの名詞の前に、必ず置かれる。 
重複はワベ語において非常に生産的な音韻過程である。動詞の語根は重複され、新しく形成された単語の意味は、動詞の語基の意味の強化版または反復版である。ワベ語には、語根の一部だけが重複される部分的な重複も含まれている (通常は最終VCシーケンス)。完全な重複とは異なり、このプロセスは非生産的である。

## 方言

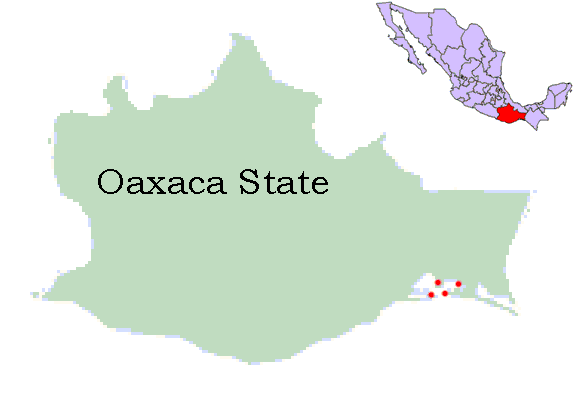
オアハカ州内の4つのワベ語を話す町の位置

ワベ語は、4つの沿岸の町、サン・フランシスコ・デル・マル、サン・ディオニシオ・デル・マル、サン・マテオ・デル・マル、サンタ・カタリナ・デル・マルで話されている。最も活気のある話者コミュニティはサン・マテオ・デル・マルにあり、最近までかなり孤立していた。言語に対する否定的な話者の態度と、支配的なスペイン語からの強い社会的圧力が、ワベ語が危険である主な理由である。 
| 方言と場所                     | 話者の数（ca. ） | ISO 639-3（SIL） |
| ------------------------------ | ---------------- | ---------------- |
| サン・ディオニシオ・デル・マル | 5,000            | hve              |
| サン・フランシスコ・デル・マル | 900              | hue              |
| サン・マテオ・デル・マル       | 12,000           | huv              |
| サンタ・マリア・デル・マル     | 500              | hvv              |

識字教材のニーズに応じてSILは個別の言語を検討したが、Campbell（1997）はそれらを単一言語の方言とみなしている。INALIは、東部（ディオニシオとフランシスコ）と西部（マテオとマリア）の2つの変種を区別する。 

## 正書法
現在、実用的な正書法は、サン・マテオ、サン・フランシスコ、サン・ディオニシオ、サンタ・マリア・デル・マルの読み書きができる話者によって使用されている。メキシコのINALI（National Institute for Indigenous Languages, 国立先住民言語研究所）は、4つのコミュニティすべてからの話者とともに正書法を標準化するための取り組みを行っている。 
以下のテキストサンプルは、以下の資料からの文章である。: Olivares S., Juan & Stairs K., G. Alberto & Scharfe de Stairs, Emilia. 2006. Cuentos Huaves III (electronic version). México DF: Instituto Lingüístico de Verano 
Tambüw chüc ambiyaw chüc xicuüw,
「2人の仲間 (compadre) が鹿を殺しに行った」 
ambiyaw chüc coy, ngwaj. Apiüng chüc nop:
'そして彼らはウサギを殺しに行った。そのうちの1人は言った：' 
—Tabar combül, ambiyar coya, ambiyar xicuüwa, ambiyar püecha —aw chüc.
「行こう、相棒 (compadre)、ウサギ、鹿やヒメシャクケイ (chachalaca) を殺すために」。
—Ngo namb —aw chüc.
「行かない」と彼は言った。 

## 参考資料
- Burgoa, Fray Francisco de. 1997 [1674]. Geográfica Descripción de la parte septentrional del Polo Ártico de la América, México, DF: Grupo Editorial Miguel Ángel Porrúa.
- Campbell, Lyle, 1997, American Indian Languages – The historical linguistics of Native America, Oxford Studies in Anthropological Linguistics, Oxford University Press.
- Kim, Yuni, 2008, "Topics in the phonology and morphology of San Francisco del Mar Huave", Ph.D. thesis, University of California, Berkeley.
- Martínez Gracida, Manuel. 1904 [1888]. Catálogo de la colección de antigüedades huavis. México: Museo Nacional
- Suaréz, Jorge A, 1975, Estudios Huaves, Collección Lingüistica 22 INAH, Mexico.
- Radin, P, 1929, "Huave Texts", International Journal of American Linguistics 5, 1-56
- Rensch, Calvin R, 1976, "Oto-Manguean isoglosses" In Diachronic, areal and typological linguistics, ed. Thomas Sebeok pp. 295–316. Mouton, The Hague.
- Salminen, Mikko B, 2016. "A grammar of Umbeyajts as spoken by the Ikojts people of San Dionisio del Mar, Oaxaca, Mexico", Ph.D. thesis, James Cook University, Cairns, Australia.

### OLACリソース
- OLAC resources in and about the San Mateo Del Mar Huave language
- OLAC resources in and about the San Francisco Del Mar Huave language
- OLAC resources in and about the San Dionisio Del Mar Huave language
- OLAC resources in and about the Santa María Del Mar Huave language